# Стадион Ернан Рамирез Виљегас
Стадион Ернан Рамирез Виљегас (шп. Estadio Hernán Ramírez Villegas), је вишенаменски стадион у Переири, Колумбија. Углавном се користи за фудбалске утакмице. Такође је дом фудбалског клуба Депортиво Переира. Стадион прима 30.313 људи.   Стадион је изграђен 1971. године. Стадион се реконструисао за Светско првенство у фудбалу за играче до 20 година 2011. године.